# Currelos (Carregal do Sal)
Currelos – parafia (freguesia)  w gminie Carregal do Sal, w Portugalii. Według danych na rok 2011 parafię zamieszkiwało 2447 osób, a gęstość zaludnienia wyniosła 214,5 os./km².

## Klimat
Średnia temperatura wynosi 14 °C. Najcieplejszym miesiącem jest sierpień (24 °C), a najzimniejszym styczeń (6 °C). Średnia suma opadów wynosi 1127 milimetrów rocznie. Najbardziej wilgotnym miesiącem jest styczeń (154 milimetrów opadów), a najbardziej suchym jest sierpień (5 milimetrów opadów).